# Уилрайт, Джон
Джон Уилрайт (англ. John Wheelwright) — пуританский священник, зять Энн Хатчинсон, вместе с которой участвовал в антиномистском споре на стороне антиномианистов. После изгнания получил известность как основатель города Эксетера.

## Биография

### Ранние годы
Родился в поселении Сейлби, Линкольншир, в 1592 году. В 1611 поступил в Сидни-Сассекс-колледж как сайзер, бедный студент (в 1611 умер его отец), получив степень магистра в 1618 году. Его другом в колледже был сам Оливер Кромвель
Был рукоположен в диаконы 19 декабря 1619 года, а на следующий день стал священником англиканской церкви.
8 ноября 1621 года Уилрайт женился на Мэри Сторре, дочери Томаса Сторре, викария Билсби, после смерти которого был назначен на его место. Первая жена Уилрайта умерла в 1629 году и была похоронена в Билсби 18 мая того же года. Вскоре после этого он женился на Мэри Хатчинсон, сестре Уильяма Хатчинсона, который был женат на Энн Хатчинсон.
После почти десяти лет работы викарием Уилрайт был отстранен от должности в 1633 году после попытки продать свой сан, чтобы получить средства для поездки в Новую Англию.
Уилрайт покинул Англию в 1636 году во времена гонений на пуритан.

### Жизнь в Новой Англии
После прибытия в Новую Англию, его родственница Энн Хатчинсон начала проводить собрания, став поборницей антиномизма. Большинство пуританских служителей Нового света были категорически против этих богословских доктрин, видя в них причину жестоких и кровавых нападений анабаптистов в Германии во время Мюнстерской коммуны 1530-х годов. Столкнувшись с обвинениями в фамилизме, Уилрайт отрицал, что является сторонником Энн Хатчинсон.
В конце октября министры колонии прямо подняли вопрос о религиозных взглядах и провели «конференцию наедине» с Коттоном, Хатчинсон и Уилрайтом. Итог этой встречи был благоприятным, и стороны пришли к соглашению. Коттон, чье богословие основывалось на завете благодати, удовлетворил других служителей тем, что освящение (завет дел) действительно помогало обретать благодать в глазах Бога, Уилрайт тоже согласился. Однако спокойствие царило недолго, потому что большинство членов бостонской церкви, прихожан Коттона, непримиримо придерживались идеи свободной благодати (англ. Free grace) и хотели, чтобы Джон Уилрайт стал вторым пастором церкви после него, несмотря на то, что в приходе уже был другой пастор, преподобный Джон Уилсон, не разделявший данные взгляды. При помощи друга, Уилсону удалось не пропустить Джона в священники прихода.
Споры в колонии достигли такого ожесточения, что губернатор Генри Вейн подал прошение об отставке, сославшись на немедленные дела в метрополии
. Дело дошло до Генерального суда, который объявил всеобщий пост 19 января 1637 года.

### Проповедь и процесс
Несмотря на то, что первым начал проповедь 19 января Джон Коттон, который призывал к умиротворению, последующая за ним речь Уилрайта вызвала возмущение у пуританской публики.

В течение следующих двух месяцев другие преподобные выдвинули против Уилрайта несколько доктринальных обвинений, отметив не только его проповедь в день поста, но и другие. На суде депутаты предъявили ему обвинение в подстрекательстве к мятежу и беспорядкам через еретическую проповедь. Большинство судей признало Уилрайта виновным, хотя губернатор и часть других влиятельных людей были против, но их мнение проигнорировали. В результате суд постановил:
Мистер Джон Уилрайт, ранее изобличенный в неуважении и крамоле, теперь оправдывающий себя и свою прежнюю практику, будучи нарушителем гражданского спокойствия, судом лишен избирательных прав и подлежит изгнанию.

### Основание Эксетера
После начала гонений некоторые семьи отправились на север с Уилрайтом в провинцию Нью-Гэмпшир, тогда как другие отправились на юг с Хатчинсонами на остров Акиднек. С несколькими верными друзьями Уилрайт переехал в долину реки Пискатакуа примерно в 50 милях (80 км) к северу от Бостона и провел суровую зиму 1637—1638 годов около реки Сквомскотт. Перезимовав Уилрайт приобрел права у индейского сахема Вехановита, 3 апреля 1638 года основав город Эксетер, штат Нью-Гэмпшир. К весне 1638 года там находилось около 20 женатых мужчин, примерно половина из которых была знакома с Уилрайтом ещё в Линкольншире.
Почти сразу же был построен молитвенный дом с Уилрайтом в качестве пастора. Необходимость в правительстве вскоре стала очевидной, и в 1640 году Уилрайт составил соглашение, подписанное им, членами церкви и другими местными жителями.
Но надолго в новом поселении ему пожить не удалось, так как земли попали под юрисдикцию Массачусетса, и Уилрайту снова пришлось искать пристанище. Уилрайт купил 400 акров земли на реке Оганквит и почти сразу же построил лесопилку и дом для своей большой семьи. Значительное количество прихожан переехали вместе с ним в Уэлс, так что церковь была построена сразу, и он стал её пастором.

### Возвращение в Англию
В конце 1655 года Уилрайт со своей семьей вернулся в Англию, в Алфорд, родной город его жены Марии.
Недавно в Англии произошли чрезвычайные события —король Карл I был казнен, власть перешла в руки Кромвеля, а кафедры перешли к пуританам. Генри Вейн, который был близок к Уилрайту во время антиномистских споров, достиг высоких постов в правительстве. Вейн и Кромвель работали бок о бок, но в начале 1650-х годов отдалились друг от друга и их отношения сменились на враждебные. Вейн ушел из политической жизни.

Кромвель тепло принял Джона Уилрайта, с которым учился в колледже и который однажды описал его так: 
Вспоминаю, что даже врага я так не боялся, как Уилрайта на футбольном поле, будучи уверенным, что он подставит мне подножку.
После восстановления монархии в 1660 году Генри Вейн был заключен в тюрьму за свою роль во время протектората в Англии и казнен в июне 1662 года. Уилрайт этим же летом вернулся в Новую Англию.

### Последние годы жизни
После возвращения в Новый свет, жители города Солсбери позвали его стать их пастором. 9 декабря 1662 года, когда Уилрайту было 70 лет, он стал им. Это стало самым длинным пасторством Уилрайта в его жизни, которое длилось почти 17 лет.
В возрасте 86 лет Уилрайт умер от инсульта 15 ноября 1679 года, и был похоронен на кладбище Ист-Виллидж.